# موحسون سناني
موحسون سناني (إسمه الحقيقي - موحسون صديق أغلو جعغاروف) – ممثل مسراحي وسينمائي أذربيجاني وسوفيتي، لُقِّب بفنان الشعب في جمهورية أذربيجان الاشتراكية السوفيتية.

## حياته ومشواره المهني
ولد موحسون جعغاروف في 19 يونيو عام 1900 في تبليسي في حي «شيطانبوار». الأب المفقود في وقت مبكر موحسون ترعرع لأول مرة من قبل جدته. تلقى دراسته الأولى في مدرسة البنين.
منذ 1909 بدأ فعليته العمل في حي «شيطانبوار».
في عام 1911 ظهر نفسه على المسرح. وفي عام 1912 انضم موحسون إلى مجموعة الهواة بالنيابة. كان أول مخرج له ممثل فرقة «ممثلي تيفليس المسلمين». وكما شاركزا في الفرقة مصطفى مردانوف، ميرزا علي عباسوف، إبراهيم أصفهانلي.
منذ 1921 ظهر موحسون سناني علي مسرح الدراما الأكاديمي الحكومي أذربيجاني وظهر أيضا في الأفلام.
توفي موحسون سناني في 11 فبراير عام 1981 في مدينة باكو.